# Josi Bejlin
Josi Bejlin (hebrejsky יוסי ביילין‎, vlastním jménem Jossef Beilin; * 12. června 1948, Petach Tikva) je izraelský levicový politik angažující se v izraelsko-palestinském mírovém hnutí. Jako člen Strany práce zastával několik ministerských postů. Od roku 2003 působí ve straně Merec-Jachad kde se stal předsedou. Bývá označován za kontroverzního politika, protože často v parlamentu ostře polemizuje s ortodoxními a krajně pravicovými stranami (ty ho označují jako levicového extrémistu).